# Proceratophrys schirchi
Proceratophrys schirchi es una especie de anfibio anuro de la familia de ranas Odontophrynidae. Se distribuye por el sur y este de Brasil: Bahía, Espírito Santo, Minas Gerais y Río de Janeiro. Habita en bosques primarios y secundarios, del nivel del mar hasta los 800 metros de altitud.